# Eudyptes moseleyi
Eudyptes moseleyi là một loài chim trong họ Spheniscidae.

## Hình ảnh

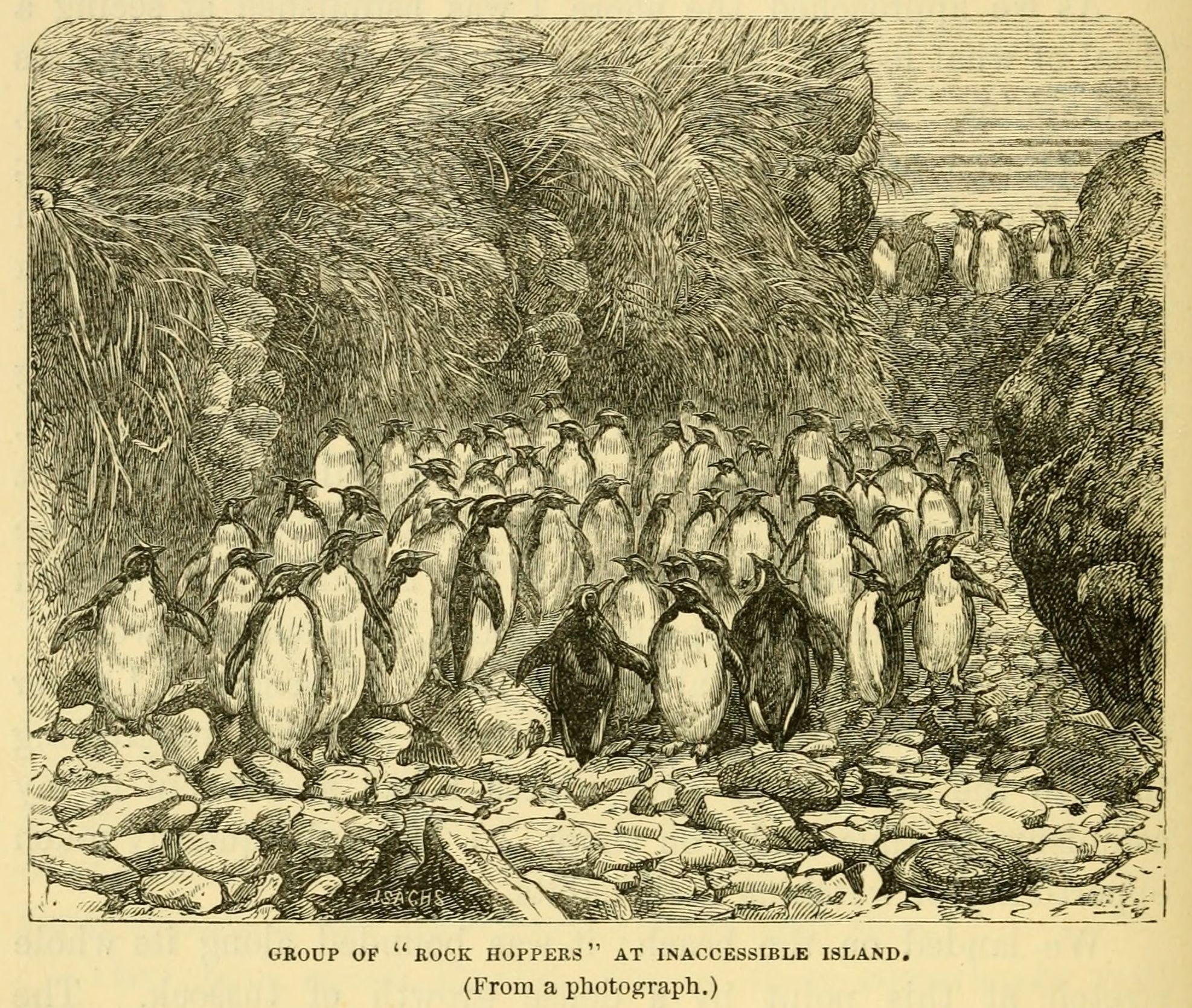
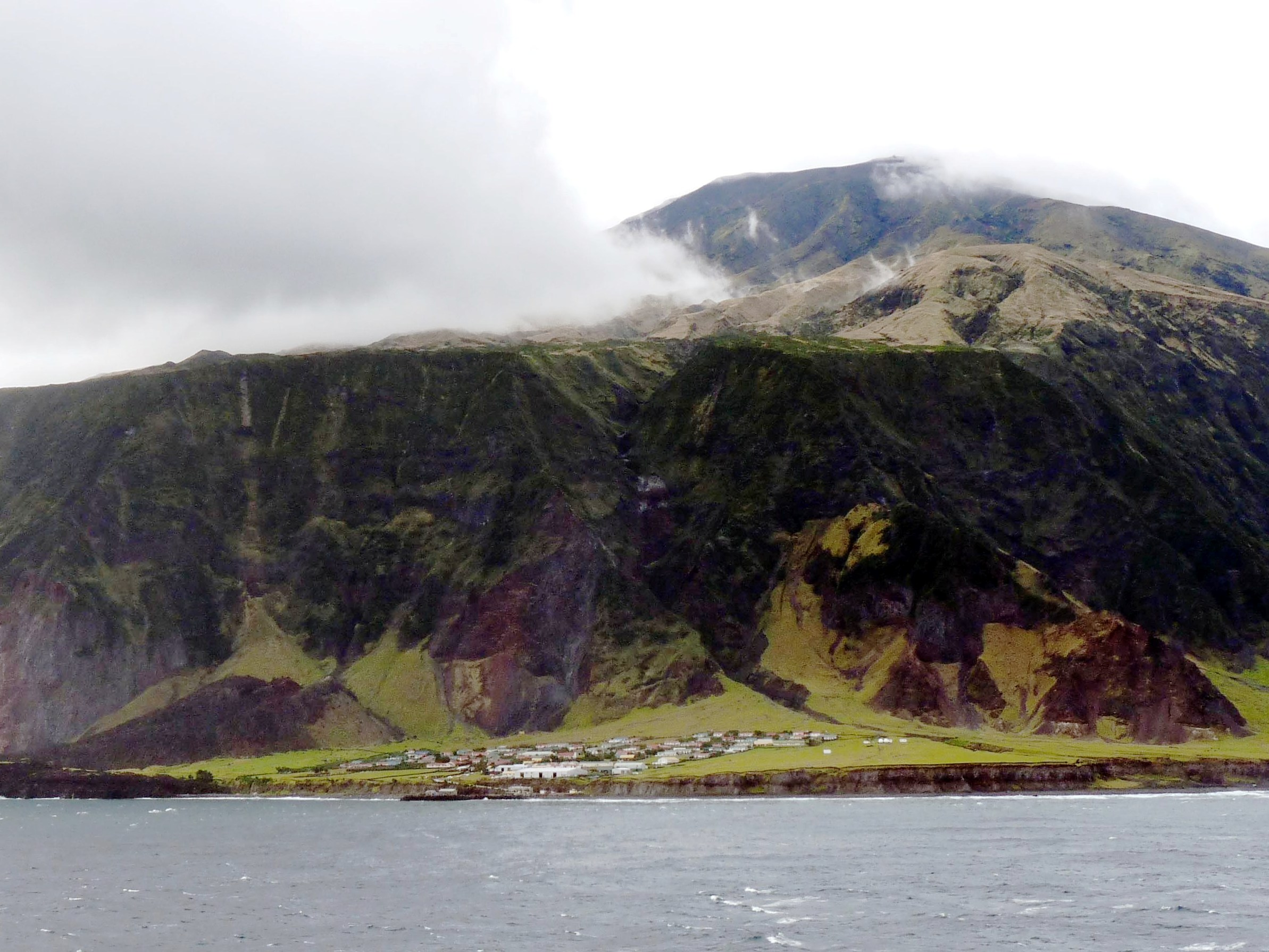
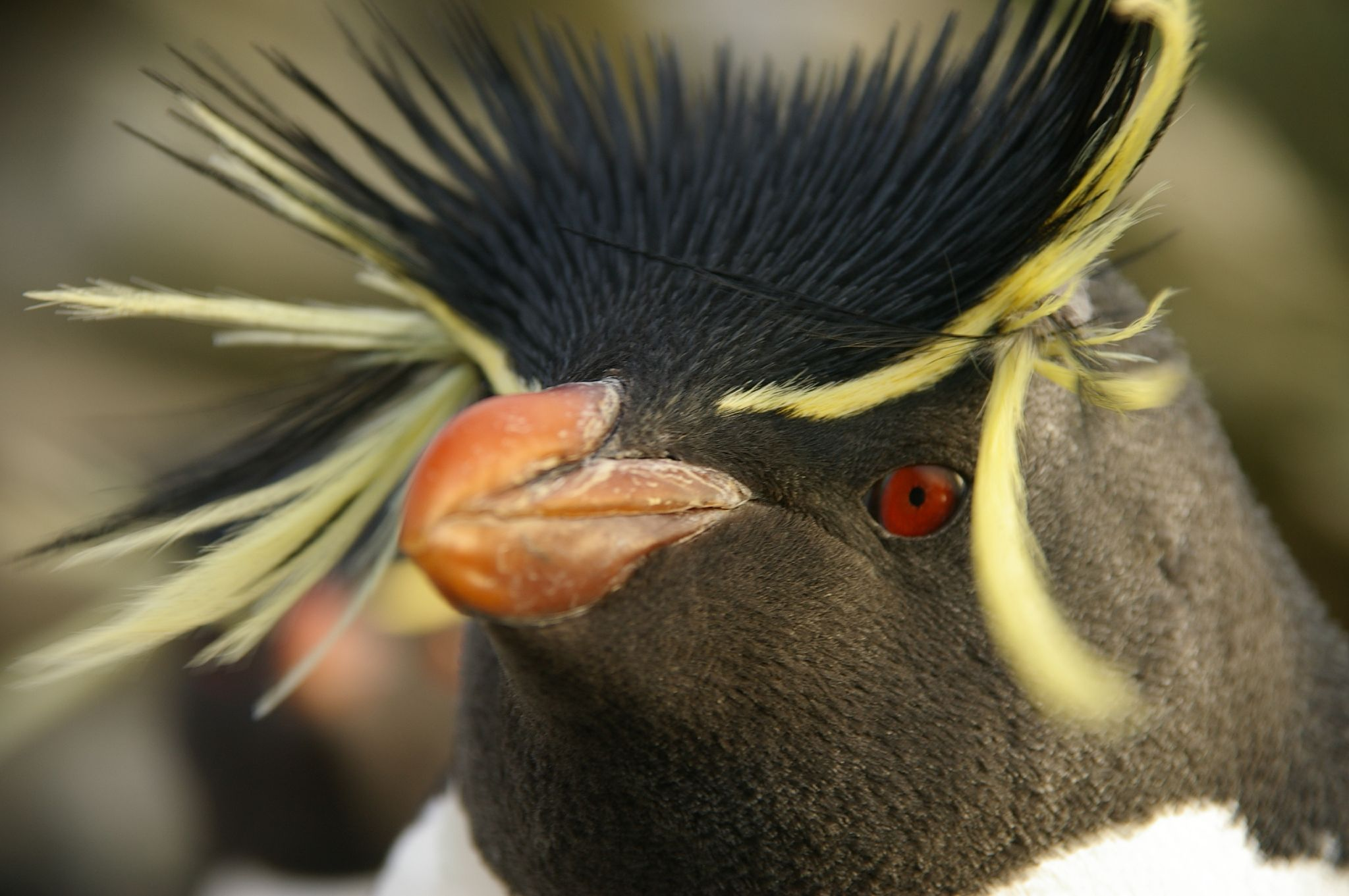
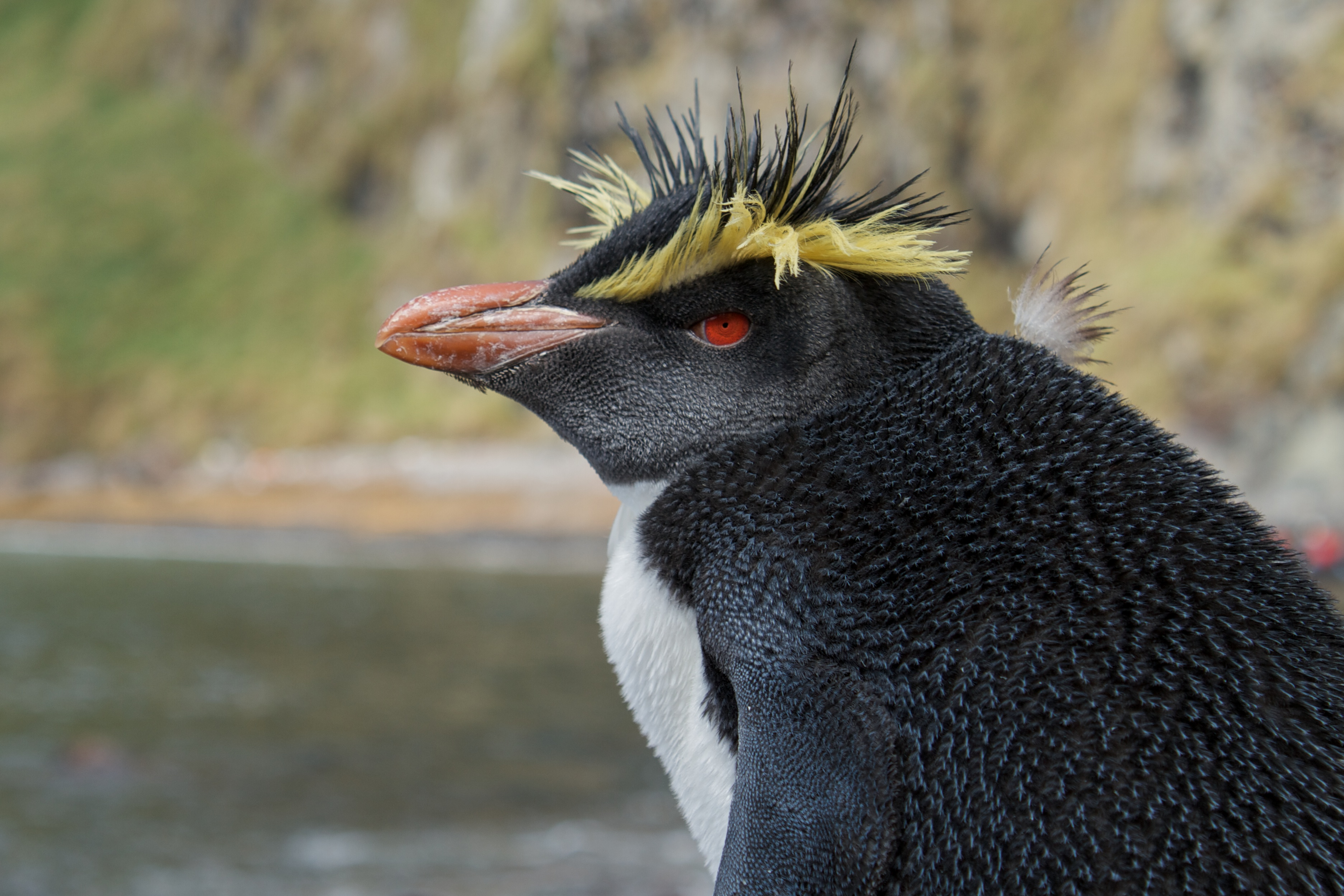